# 胸さわぎのAfter School
『胸さわぎのAfter School』は、LINDBERGの13枚目のシングル。1993年3月17日に徳間ジャパンコミュニケーションズよりCDとシングルカセットでリリースされた。
『胸騒ぎのAfter School』は誤記。

## 概要
前作より4ヶ月ぶりとなるシングル。表題曲は福武書店「進研ゼミ 中学講座」CFソング。
2022年7月現在2番目に売れたCDシングル。
売上55.0万枚。

## 収録曲
1. 胸さわぎのAfter School
作詞: 渡瀬マキ　作曲: 平川達也　編曲: LINDBERG/井上龍仁
2. Be My Valentine
作詞: 渡瀬マキ　作曲:小柳 "Cherry" 昌法　編曲: LINDBERG/井上龍仁
3. 胸さわぎのAfter School (カラオケ)
4. Be My Valentine (カラオケ)

## 収録作品
| 発売日        | タイトル                         |
| ------------- | -------------------------------- |
| 1993年6月18日 | 『LINDBERG VI』                  |
| 1995年1月18日 | 『SINGLES -FLIGHT RECORDER II-』 |
| 2000年3月23日 | 『WORKS -COMPOSER'S BEST-』      |
| 2001年2月21日 | 『BEST OF SINGLES』              |
| 2002年8月21日 | 『FINAL BEST』                   |
| 2007年7月25日 | 『Supporter's songs』            |
| 2007年7月25日 | 『SUPER BEST』                   |
| 2009年4月22日 | 『LINDBERG XX』                  |
| 2009年4月22日 | 『BEST FLIGHT』                  |
| 2015年4月15日 | 『歌姫～ドライヴィン・ベスト～』 |